# Борек І
Борек І (пол. Borek I) — шляхетський герб, різновил (відміна) гербу Стріла (пол. Strzała).

## Історія
Герб відомий з XIII ст. Ймовірно, походить з Сілезії.

## Опис
У червоному полі срібна стріла в стовп вістрям догори, у клейноді над шоломом в короні три страусові пера. Намет червоний, підбитий сріблом.

## Інші герби з цією назвою
- Гризма
- Борек
- Борек ІІ
- Борек ІІІ